# Junot Díaz
Junot Díaz, född 31 december 1968 i Santo Domingo, är en dominikansk-amerikansk författare, professor vid Massachusetts Institute of Technology (MIT) och fiktionsredaktör vid Boston Review. Han flyttade till New Jersey i USA med sina föräldrar då han var sex år gammal. Dubbelheten i invandrarupplevelsen är central i Díaz's verk. Han är den första dominikanska mannen som blivit en stor författare i USA. Diaz sitter också i styrelsen (som rådgivare) för Freedom University, en volontärorganisation i Georgia som tillhandahåller postsekundär instruktion till papperslösa invandrare. Centralt för Díazs arbete är invandrarnas upplevelse, särskilt upplevelsen hos de latinska invandrarna. Vid sex års ålder immigrerade Díaz med sin familj från Santo Domingo i Dominikanska republiken till New Jersey. Diaz tog en kandidatexamen från Rutgers University och skapade strax efter examen karaktären "Yunior", som tjänade som berättare i flera av hans senare böcker. Efter att ha fått sin kandidatexamen från Cornell University publicerade Díaz år 1995 sin första bok, novelsamlingen Drown.
Diaz fick 2008 Pulitzerpriset för fiktion för sin roman The Brief Wondrous Life of Oscar Wao och fick ett MacArthur Fellowship "Genius Grant" 2012.

## Biografi
Díaz föddes i Santo Domingo, Dominikanska republiken. Han var det tredje barnet i en familj på fem. Under större delen av sin tidiga barndom bodde han hos sin mor och farföräldrar medan hans far arbetade i USA. I december 1974 emigrerade han till Parlin, New Jersey, där han återförenades med sin far. Där bodde han mindre än en mil från vad han har beskrivit som "en av de största deponierna i New Jersey".
Díaz deltog i Madison Park Elementary och var en glupsk läsare som ofta gick fyra mil för att låna böcker från sitt offentliga bibliotek. Vid den här tiden blev Díaz fascinerad av apokalyptiska filmer och böcker, särskilt John Christophers arbete, de ursprungliga apa-filmerna och BBC-miniserien Edge of Darkness. Under uppväxten kämpade Diaz engelska. Han kommenterar att det "var en eländig upplevelse" för honom, särskilt eftersom det verkade som om alla hans andra syskon "förvärvade språket på några månader; på vissa sätt kändes det över natten ”. När hans skola märkte hans problem kontaktades Diazs familj och han placerades snart i specialundervisning, för att ge honom mer resurser och möjligheter att lära sig språket.
Díaz tog examen från Cedar Ridge High School 1987 (nu kallad Old Bridge High School) i Old Bridge Township, New Jersey, även om han inte började skriva formellt förrän år senare.
Díaz deltog i Kean College i Union, New Jersey, i ett år innan han övergick till Rutgers University i New Brunswick, och slutligen slutförde sin kandidatexamen där 1992, med huvudämnet engelska. Där var han involverad i Demarest Hall, ett kreativt skrivande, levande lärande och i olika studentorganisationer. Han mötte författarna som motiverade honom att själv bli författare: Toni Morrison och Sandra Cisneros. Han arbetade sig genom college genom att leverera biljardbord, diska, pumpa gas och arbeta på Raritan River Steel. Under en intervju som genomfördes 2010 reflekterade Díaz över sin erfarenhet av att växa upp i Amerika och arbeta sig igenom college:
| ”            | Jag kan säkert säga att jag har sett USA från botten upp ... Jag kan vara en framgångshistoria som individ. Men om du justerar vredet och bara tar tillbaka en inställning till familjenheten skulle jag säga att min familj berättar en mycket mer komplicerad historia. Den berättar historien om två barn i fängelset. Den berättar historien om enorm fattigdom, med enorma svårigheter. | „ |
| – Junot Díaz | |   |

Ett genomgripande tema i hans novellsamling Drown (1996) är frånvaron av en far, vilket återspeglar Diaz's ansträngda förhållande till sin egen far, som han inte längre håller kontakt med. När Diaz en gång publicerade en artikel i en dominikansk tidning som fördömde landets behandling av haitier, skrev hans far ett brev till redaktören om att författaren till artikeln skulle "åka tillbaka hem till Haiti".
Efter examen från Rutgers arbetade Díaz på Rutgers University Press som redaktionsassistent. Vid den här tiden skapade han också Yuniors kvasisjälvbiografiska karaktär i en berättelse som Díaz använde som en del av sin ansökan om sitt MFA-program i början av 1990-talet. Karaktären skulle bli viktig för mycket av hans senare arbete inklusive Drown och This Is How You Lose Her (2012). Yunior skulle bli central för mycket av Diazs arbete, och Diaz förklarade senare hur "Min idé, sedan Drown, var att skriva sex eller sju böcker om honom som skulle bilda en stor roman". Díaz tog sin examen från Cornell University 1995, där han skrev det mesta av sin första novellsamling.
Díaz lär ut kreativt skrivande vid Massachusetts Institute of Technology som Rudge och Nancy Allen professor i skrivande och är också fiktionredaktör för Boston Review. Han är aktiv i det dominikanska amerikanska samhället och är grundare av Voices of Our Nation Arts Foundation, som fokuserar på färgade författare. Han var en Millet Writing Fellow vid Wesleyan University 2009 och deltog i Wesleyans Distinguished Writers Series.
Díaz lever i partnerskap med författarenn Marjorie Liu.

## 1994–2004: Tidigt arbete
Díaz korta fiktion blev känd för tidningen The New Yorker, som listade honom som en av de 20 bästa författarna för 2000-talet. Han har publicerats i Story, The Paris Review, Enkare Review och i antologierna The Best American Short stories fem gånger (1996, 1997, 1999, 2000, 2013), The PEN /O. Henry Prize Stories (2009) och African Voices. Han är mest känd för sina två stora verk: novellsamlingen Drown (1996) och romanen The Brief Wondrous Life of Oscar Wao (2007). Båda blev rosade av kritikerna, och han vann 2008 Pulitzerpriset för fiktion för den senare. Diaz har själv beskrivit sin skrivstil som "ett olydigt barn från New Jersey och Dominikanska republiken, om det möjligen kan föreställas med alldeles för mycket utbildning".
Díaz har fått ett [Eugene McDermott]-pris, ett stipendium från John Simon Guggenheim Memorial Foundation, ett Lila Wallace Reader's Digest Writers Award, 2002 PEN/Malamud Award, 2003 USA-Japan Creative Artist Fellowship från National Endowment for the Arts, ett stipendium vid Radcliffe Institute for Advanced Study vid Harvard University och Rompriset från American Academy of Arts and Letters. Han valdes av Bogotá World Book Capital och Hay Festival till en av de 39 viktigaste latinamerikanska författarna under 39 års ålder.

## 2005–2011: Oscar Waos korta underbara liv
The Brief Wondrous Life of Oscar Wao publicerades i september 2007. New York Times-kritikern Michiko Kakutani karakteriserade Díaz's författarskap i romanen som "ett slags gatumärke av spanglish som även den mest enspråkiga läsaren lätt kan andas in: massor av flashord och bländning -bländande samtal, massor av kroppsspråk på meningarna, massor av David Foster Wallace-liknande fotnoter och därtill. Och han trollar fram med till synes enkel ansträngning de två världar som hans karaktärer bor i: Dominikanska republiken, det spökaktiga moderlandet som formar deras mardrömmar och deras drömmar, och Amerika (New Jersey), landet med frihet och hopp och inte så glänsande möjligheter som de har flytt till, som en del av den stora dominikanska diasporan. Díaz sa om huvudpersonen i romanen, "Oscar var en sammansättning av alla nördar som jag växte upp med som inte hade den speciella reserven av manligt privilegium. Oscar var som jag skulle ha varit om det inte hade varit för min far eller min bror eller min egen vilja att slåss eller min egen oförmåga att enkelt passa in i någon kategori". Han har sagt att han ser en meningsfull och passande koppling mellan vetenskapen. fiktion och/eller episka litterära genrer och den mångfacetterade upplevelsen som invandrare.
Kritikern Lev Grossman skrev för tiden och sa att Díaz's roman var "så häpnadsväckande stor att i ett fall full av tungvikter - Richard Russo, Philip Roth - Díaz är en bra satsning att springa iväg med fältet. Du kan kalla The Brief Wondrous Life of Oscar Wao ... sagan om en invandrarfamilj, men det skulle egentligen inte vara rättvist. Det är en invandrarfamiljsssaga för människor som inte läser invandrarfamiljsssaga. " I september 2007 förvärvade Miramax rättigheter för en filmatisering av The Brief Wondrous Life of Oscar Wao. 
Förutom Pulitzer tilldelades Oscar Waos korta underbara liv John Sargent Sr. First Novel Prize, National Book Critics Circle Award för bästa roman 2007 Anisfield-Wolf Book Awards, 2008 Dayton Literary Peace Prize for Fiction,  2008 Hurston-Wright Legacy Award och Massachusetts Book Awards Fiction Award 2007. Díaz vann också James Beard-stiftelsens MFK Fisher Distinguished Writing Award för sin artikel "He'll Take El Alto", som visades i Gourmet, september 2007. Romanen valdes också av Time och New York [34] som den bästa romanen 2007. St. Louis Post-Dispatch, Los Angeles Times, Village Voice, Christian Science Monitor, New Statesman, Washington Post och Publishers Weekly var bland de 35 publikationerna som placerade romanen på sina "Best of 2007" -listor. Romanen var föremål för en panel vid 2008 Modern Language Association-konferensen i San Francisco. Stanford University ägnade ett symposium åt Junot Díaz 2012, med rundabordssamtal för ledande amerikanska latino/a-studenter som kommenterade hans kreativa skrivande och aktivism.
I februari 2010 erkändes Díazs bidrag till att uppmuntra andra författare när han tilldelades Barnes & Noble Writers for Writers Award, tillsammans med Maxine Hong Kingston och poeten M.L. Liebler.

## Priser och utmärkelser
- Pulitzerpriset för skönlitteratur 2008 för The Brief Wondrous Life of Oscar Wao